# Le Chat botté (film, 1918)
Pour plus de détails, voir Fiche technique et Distribution.
Le Chat botté (titre original : Mästerkatten i stövlar) est un film muet suédois réalisé par John W. Brunius, sorti en 1918.

## Synopsis
Adaptation du roman le Chat Botté...

## Fiche technique
- Titre original : Mästerkatten i stövlar
- Réalisation : John W. Brunius
- Scénario : Sam Ask, John W. Brunius, d'après le roman de Palle Rosenkrantz, Markisen av Carabas (Le Marquis de Carabas)
- Photographie : Carl-Gustaf Florin, Gustav A. Gustafson
- Direction artistique : Gustaf Hallén
- Société de production : Filmindustri AB Skandia
- Pays d’origine :  Suède
- Langue originale : suédois
- Format : noir et blanc — 35 mm — 1,33:1 — son Mono
- Dates de sortie : 
  -  Suède : 11 novembre 1918
  -  France : 31 octobre 1919

## Distribution
- Sam Ask : Kristen Bögedal
- Gustaf Bengtsson : Ouvrier agricole
- John W. Brunius : Markdanner
- Palle Brunius : Un garçon
- Einar Bruun : Von Wildenbrück
- Anna Carlsten : Rose Markdanner
- Gösta Ekman : Karl Konstantin Kattrup
- Gustaf Fredrikson : Emil von Schinkel
- Justus Hagman : Hans Henrik
- Hugo Jacobson : Un homme à la fête
- Carl Johannesson : Un homme à la fête
- Mary Johnson : Helga Anthon
- Karl-Gerhard : Johansen
- Carlo Keil-Möller : Jörgen Steenfeld
- Märtha Lindlöf : Femme de Markdanner
- Carl Schenstrøm : Un homme à la fête

## Autour du film
Le film a été distribué par Pathé en France, dans une version raccourcie, puisqu'il mesurait 1 100 mètres dans la version française, au lieu de 2241 à l'origine, et était intitulé Le Chat botté.